# Azphalt Inferno
Azphalt Inferno ist das erste Mixtape des Frankfurter Rappers Azad. Es erschien am 30. Januar 2009 über das Label Bozz Music und wird von Groove Attack vertrieben.

## Produktion
Die Lieder des Albums wurden von den Musikproduzenten Sti, Benny Blanco, M3 & Noyd, Bozz Martelli, Brisk Fingaz, Shuko, PhreQuincy und 35 produziert.

## Covergestaltung
Das Albumcover zeigt Azad, der auf dem Dach eines Hauses steht und ein schwarzes Baseballcap trägt, das er sich ins Gesicht zieht. Im Hintergrund sind explodierende Häuser zu sehen. Oben im Bild befinden sich die grauen Schriftzüge Azad und Azphalt Inferno.

## Gastbeiträge
Auf 17 Liedern des Albums treten neben Azad andere Künstler in Erscheinung. So ist das Rap-Duo 439 sechs Mal vertreten, während die Rapper Manuellsen und Jeyz drei bzw. zwei Gastauftritte haben. Weitere Gäste sind der US-amerikanische Rapper Kool G Rap, die französischen Rapper Freeman und Savant des Rimes sowie die deutschen Rapper Samy Deluxe und Kool Savas. Zudem arbeitet Azad auf einzelnen Songs mit den Rappern Tone und Hanybal, der Rapgruppe Warheit, dem jamaikanischen Reggaesänger Capleton, DJ Rafik und Adem zusammen.
An den Stücken Gib mir ein Zeichen, Direkt aus dem Viertel und Eskalation ist Azad selbst nicht beteiligt.

## Titelliste
| #  | Titel                          | Gastbeiträge              | Produzent     | Länge |
| -- | ------------------------------ | ------------------------- | ------------- | ----- |
| 1  | Intro                          |                           | Bozz Martelli | 1:01  |
| 2  | Azphalt Inferno                |                           | Shuko         | 2:09  |
| 3  | G-Muzik                        |                           | PhreQuincy    | 3:41  |
| 4  | Bozz                           | Jeyz, 439                 | Sti           | 2:51  |
| 5  | In dein Hirn                   | 439                       | Sti           | 3:29  |
| 6  | Unerreicht                     | DJ Rafik                  | M3 & Noyd     | 3:20  |
| 7  | Gib mir ein Zeichen            | Jeyz                      | M3 & Noyd     | 3:45  |
| 8  | Alles wird gut (Remix)         |                           | Benny Blanco  | 1:50  |
| 9  | Das Leid & the Light           | Kool G Rap                | Brisk Fingaz  | 2:38  |
| 10 | Marschmuzik                    |                           | Shuko         | 2:22  |
| 11 | Klartext                       | Hanybal                   | Sti           | 2:32  |
| 12 | Multikriminell                 | 439                       | Sti           | 3:22  |
| 13 | Who the Fuck                   | Tone, Manuellsen          | Brisk Fingaz  | 2:24  |
| 14 | Das Verhör                     | Freeman, Savant des Rimes | Sti           | 3:43  |
| 15 | Credibil (Cut)                 |                           | M3 & Noyd     | 1:42  |
| 16 | Hölle auf Erden (Remix)        | Warheit                   | Benny Blanko  | 2:48  |
| 17 | Deutschland brennt (Cut)       |                           |               | 1:13  |
| 18 | Blockfeuer                     | Manuellsen, 439           | Benny Blanco  | 3:07  |
| 19 | Der Bozz & der Baus            | Samy Deluxe               | Benny Blanco  | 3:02  |
| 20 | Liberation Time (Blanco Remix) | Capleton                  | Benny Blanco  | 4:12  |
| 21 | Direkt aus dem Viertel         | Adem                      | 35            | 2:59  |
| 22 | Ghetto Sound (Cut)             |                           |               | 1:03  |
| 23 | Eskalation                     | 439                       | Sti           | 2:24  |
| 24 | Durchgriff                     | Manuellsen, 439           | Sti           | 3:13  |
| 25 | Mein Weg (Cut)                 |                           | Sti           | 2:10  |
| 26 | Betonklassik (Remix)           |                           | M3 & Noyd     | 2:49  |
| 27 | Alles Lügen (Remix)            |                           | M3 & Noyd     | 2:51  |
| 28 | Outro + Hidden Track           | Kool Savas                | Bozz Martelli | 5:16  |

## Chartplatzierungen und Videos
Azphalt Inferno stieg am 13. Februar 2009 auf Platz 24 in die deutschen Albumcharts ein und belegte in den folgenden Wochen die Ränge 68 und 80, bevor es die Top 100 verließ. In Österreich platzierte sich das Mixtape auf Position 55 und in der Schweiz auf Rang 29.
Zum Lied Liberation Time (Blanco Remix) wurde ein Musikvideo veröffentlicht.

## Rezeption
| Professionelle Bewertungen | Professionelle Bewertungen |
| -------------------------- | -------------------------- |
| Kritiken                   |                            |
| Quelle                     | Bewertung                  |
| laut.de                    | [ 4 ]                      |

Dani Fromm von laut.de bewertete das Album mit drei von möglichen fünf Punkten. Azad hebe sich deutlich von seinen Labelkünstlern 439, Warheit und Jeyz ab, welche für die Schwachpunkte auf dem Album sorgten. Dagegen werden die Gastbeiträge von Kool G Rap, Freeman, Savant des Rimes, Kool Savas, Samy Deluxe, Tone und Capleton gelobt. Insgesamt bleibe Azad „in seiner Kombination aus Naturgewalt und kritischer Selbstreflektion unerreicht“.